# 広丘野村バスストップ
広丘野村バスストップ（ひろおかのむらバスストップ）は、長野県塩尻市の長野自動車道上にある高速バス停留所。
本停留所に停車する高速バスは、旅客案内上の停留所名を「長野道広丘野村」と案内している。

## 停車する路線
- 松本 - 新宿線（中央高速バス、アルピコ交通・京王バス）
長野道みどり湖 - 長野道広丘野村 - 長野道神林
- 飯田 - 長野線（みすずハイウェイバス、アルピコ交通・伊那バス・信南交通）
長野道みどり湖 - 長野道広丘野村 - 長野道神林
- 松本 - 名古屋線（中央道高速バス、アルピコ交通・名鉄バス）
長野道みどり湖 - 長野道広丘野村 - 長野道神林
- 長野 - 名古屋線（中央道高速バス、アルピコ交通・名鉄バス）
長野道みどり湖 - 長野道広丘野村 - 長野道神林
- 松本 - 大阪（梅田）線（アルペン松本号、アルピコ交通・阪急バス）
長野道みどり湖 - 長野道広丘野村 - 長野道神林
- 長野（松本）- TDR・成田空港線（アルピコ交通・成田空港交通）
長野道みどり湖 - 長野道広丘野村 - 長野道神林
- 長野 - 池袋線（どっとこむライナー）
長野道みどり湖 - 長野道広丘野村 - 松本駅東口
- 長野 - 名古屋・京都・大阪・USJ・神戸線（どっとこむライナー）
長野道みどり湖 - 長野道広丘野村 - 松本駅東口

以下の路線は2022年5月現在運休中
- 安曇野・松本 - 新宿線（トラビスジャパン）
長野道みどり湖 - 長野道広丘野村 - トラビス松本インター西
- 安曇野・松本 - 京都・大阪線（トラビスジャパン）
長野道みどり湖 - 長野道広丘野村 - トラビス松本インター西

## バス停へのアクセス
- 篠ノ井線広丘駅から徒歩20分。
- 塩尻市地域振興バスでは、片丘線の広丘駅系統の君石バス停または百寿荘系統の君石団地バス停で下車。

2024年3月31日までは同じく地域振興バスの広丘駅循環線のすみれの丘バス停またはふれあい広場バス停から徒歩すると利用可能であった。
- 松本空港から徒歩1時間30分。
- アルピコ交通ではパークアンドライド用駐車場を設けている（185台）。回数券は長野道神林と共通[1]。